# Междуреченский сельсовет (Пензенская область)
Междуреченский сельсовет — сельское поселение в Каменском районе Пензенской области Российской Федерации.
Административный центр — село Междуречье.

## История
Статус и границы сельского поселения установлены Законом Пензенской области от 2 ноября 2004 года № 690-ЗПО «О границах муниципальных образований Пензенской области».
22 декабря 2010 года в соответствии с Законом Пензенской области № 1992-ЗПО в состав сельсовета включены территория упразднённого Завиваловского сельсовета.

## Население
| 2002  | 2010  | 2012  | 2013  | 2014  | 2015  | 2016  |
| ----- | ----- | ----- | ----- | ----- | ----- | ----- |
| 906   | ↘800  | ↗1703 | ↘1644 | ↘1578 | ↘1524 | ↘1479 |
| 2017  | 2018  | 2021  |       |       |       |       |
| ↘1434 | ↘1398 | ↘1153 |       |       |       |       |

## Состав сельского поселения
| № | Населённый пункт  | Тип населённого пункта       | Население |
| - | ----------------- | ---------------------------- | --------- |
| 1 | Вражское          | село                         | ↘92       |
| 2 | Второе Отделение  | населённый пункт             | 67        |
| 3 | Завиваловка       | село                         | ↘503      |
| 4 | Клейменовка       | село                         | ↘347      |
| 5 | Крыловка          | село                         | ↘372      |
| 6 | Междуречье        | село, административный центр | ↘336      |
| 7 | Никольская Арчада | село                         | ↘34       |